# Valerij Nikolaevič Sagatovskij
Valerij Nikolaevič Sagatovskij (in russo Валерий Николаевич Сагатовский?; Leningrado, 11 gennaio 1933 – San Pietroburgo, 3 aprile 2014) è stato un filosofo russo appartenente alla tradizione filosofica russa caratterizzata da una accentuata predisposizione ai temi religiosi e alla percezione del cosmo come un unico organismo compatto.

## Biografia
Nel 1955 consegue la laurea in filosofia presso l'Università statale di Leningrado e in seguito il dottorato in filosofia con le tesi Base sensoriale e natura logica di un concetto (1962) e Fondamenti di sistematizzazione delle categorie universali (1969).
Dopo un periodo di lavoro nella regione di Altaj, insegna filosofia presso l'università statale di Tomsk e Simferopol. Dal 1993 è professore ordinario di filosofia presso l'università statale di San Pietroburgo
È autore di oltre 350 pubblicazioni e nel 2008 ha ricevuto l'onorificenza statale della Federazione Russa per il suo contributo alla scienza.

## Pensiero
Oppositore dell'antropocentrismo e dell'immanentismo, che rifiutano ogni realtà trascendente,  Segatovskij è il creatore del sistema olistico filosofico dell'antropocosmismo che intende l'essere come una totalità unitaria nella quale materia, anima e spirito sono sullo stesso piano per dignità e valore.
Supporto dell'antropocosmismo è la ripresa da parte del filosofo russo della concezione della noosfera, intesa da lui come la creazione contemporanea da parte della Sapienza divina  ("noo" - dal greco νους, nous, mente) dell'individuo, della società e della natura considerati come un insieme armonico ("sfera" - dal greco σφαῖρα, sphaîra). L'uomo e il cosmo, pur conservando le proprie differenze, realizzano un'unità completandosi reciprocamente.
Mentre in passato, nella visione teocentrica del mondo medioevale l'uomo metteva in rapporto la propria esistenza con Dio, la moderna filosofia europea antropocentrica ha fondato la realtà del mondo sul soggetto che lo conosce determinando un immanentismo che rende problematico il rapporto tra il soggetto e l'oggetto; per Segatovskij invece la conoscenza avviene per evidenza intuitiva riferendola né alla sfera soggettiva, né a quella materiale, ma alla totalità dell'essere, così che si possa cogliere il cosmo come una totalità armonica nell'ambito della quale l'uomo possa conoscere se stesso.

## Opere principali
- Fondamenti di sistematizzazione delle categorie universali. Tomsk University Press Publ., 1973;
- L'universo del filosofo. Mosca: La Giovane Guardia, 1972  (2ª edizione riveduta e aggiornata. St.Petersburg University Press Publ., 2008). ISBN 978-5-288-04578-3[9];
- L'idea russa: continueremo il cammino interrotto? Petropolis, San Pietroburgo, 1994;
- Filosofia dell'armonia in sviluppo (basi filosofiche della concezione del mondo) in tre parti: 
  - Filosofia e vita. St.Petersburg University Press Publ., 1999. ISBN 5-288-01616-X
  - Ontologia. St.Petersburg University Press Publ., 1999. ISBN 5-288-01626-7
  - Antropologia. St.Petersburg University Press Publ., 1999. ISBN 5-86708-146-X
- Esiste un futuro dell'umanità ? (Critica dello stile di vita) Petropolis, San Pietroburgo, 2000. ISBN 5-86708-174-5;
- L'essere dell'ideale. Petropolis, San Pietroburgo, 2003. ISBN 5-94656-006-9
- Filosofia dell'antropocosmismo in breve, St.Petersburg University Press Publ., 2004. ISBN 5-288-03560-1[10]
- Triade dell'essere (introduzione all'ontologia non metafisica correlativa), St.Petersburg University Press Publ., SPb. 2006. ISBN 5-288-04173-3[11].